# Esanatoglia
Esanatoglia är en ort och kommun i provinsen Macerata i regionen Marche i Italien. Kommunen hade 1 923 invånare (2018).